# Nagrig
Nagrig (em Árabe egípcio: نجريج) é uma vila na Província de Garbia, Egito, perto da cidade de Basyoun. É a terra natal do jogador de futebol, Mohamed Salah.

## Notáveis residentes
- Mohamed Salah, atacante e principal jogador do clube inglês Liverpool FC.